# Farmakokinetični ojačevalec
Farmakokinetični ojačevalec ali farmakokinetični stopnjevalec (angleško pharmacokinetic enhancer) je zdravilo, ki se uporablja za to, da poveča koncentracijo drugega zdravila v krvi.
Primer farmakokinetičnega ojačevalca je ritonavir pri zdravljenju okužbe z virusom HIV. Sicer je ritonavir zaviralec proteaz, vendar se v zdravljenju HIV-a rabi zaradi drugega namena: je močan zaviralec citokroma P450 CYP3A4, encima, ki je sicer odgovoren za presnovo proteaznih zaviralcev v jetrih. Zato ritonavir v subterapevtskem odmerku v kombinaciji z drugim proteaznim inhibitorjem (na primer lopinavirjem, amprenavirjem, indinavirjem) zavre presnovo slednjega in s tem poveča njegove krvne koncentracije in s tem učinkovitost.